# Before We Go
Before We Go è un film del 2014 diretto da Chris Evans, al suo esordio alla regia, e interpretato da Evans e Alice Eve.

## Trama
Brooke perde l'ultimo treno diretto a Boston, e dopo un inaspettato furto, si ritrova sola e senza soldi alla stazione Grand Central. Nick, uno sconosciuto e squattrinato musicista che si trova proprio lì, si offre di aiutarla. I due, senza soldi, trascorrono tutta la notte assieme, tra chiacchiere, confessioni e nuove consapevolezze, fino al mattino, quando le loro vite avranno assunto una luce differente.

## Distribuzione
Il film è stato presentato in anteprima al Toronto International Film Festival il 12 settembre 2014. A maggio 2015 è stato presentato al Seattle International Film Festival. Il film è stato distribuito in video on demand il 21 luglio 2015 e distribuito limitatamente il 4 settembre 2015 nelle sale statunitensi. In Italia il film è stato distribuito direttamente in televisione, trasmesso in prima visione su La5 il 1º febbraio 2016.